# Chile Open 2021 - Doppio
Roberto Carballés Baena e Alejandro Davidovich Fokina sono i campioni in carica, ma Davidovich Fokina ha scelto di partecipare all'Open di Marsiglia, Carballés Baena ha quindi deciso di difendere il suo titolo, facendo coppia con Federico Coria.
In finale Simone Bolelli e Máximo González hanno battuto Federico Delbonis e Jaume Munar con il punteggio di 7-6(4), 6-4.

## Teste di serie
1. Raven Klaasen /  Ben McLachlan (semifinale)
2. Austin Krajicek /  Franko Škugor (primo turno)

1. Marcelo Demoliner /  Santiago González (quarti di finale)
2. Simone Bolelli /  Máximo González (campioni)

## Wildcard
1. Marcelo Tomás Barrios Vera /  Alejandro Tabilo (quarti di finale)

1. Nicolás Jarry /  Leonardo Mayer (quarti di finale)

## Tabellone

### Legenda
| - Q = Qualificato - WC = Wild card - LL = Lucky loser | - ALT = Alternate - SE = Special Exempt - PR = Protected Ranking | - w/o = Walkover - r = Ritirato - d = Squalificato |

|  | Primo turno            | Primo turno               | Primo turno               | Primo turno | Primo turno |  |  | Quarti di finale | Quarti di finale         | Quarti di finale       | Quarti di finale       | Quarti di finale       |   |   | Semifinali         | Semifinali                     | Semifinali                     | Semifinali                    | Semifinali                    |    |   | Finale | Finale | Finale | Finale | Finale |  |
|  |                        |                           |                           |             |             |  |  |                  |                          |                        |                        |                        |   |   |                    |                                |                                |                               |                               |    |   |        |        |        |        |        |  |
|  | 1                      | R Klaasen B McLachlan     | R Klaasen B McLachlan     | 6           | 6           |  |  |                  |                          |                        |                        |                        |   |   |                    |                                |                                |                               |                               |    |   |        |        |        |        |        |  |
|  |                        | R Carballés Baena F Coria | R Carballés Baena F Coria | 3           | 2           |  |  | 1                | R Klaasen B McLachlan    | 2                      | 7                      | [10]                   |   |   |                    |                                |                                |                               |                               |    |   |        |        |        |        |        |  |
|  |                        | G Durán A Molteni         | 6                         | 3           | [8]         |  |  | WC               | N Jarry L Mayer          | 6                      | 5                      | [8]                    |   |   |                    |                                |                                |                               |                               |    |   |        |        |        |        |        |  |
|  | WC                     | N Jarry L Mayer           | 3                         | 6           | [10]        |  |  |                  |                          |                        |                        |                        |   |   | 1                  | R Klaasen B McLachlan          | R Klaasen B McLachlan          | 4                             | 4                             |    |   |        |        |        |        |        |  |
|  | 4                      | S Bolelli M González      | S Bolelli M González      | 7           | 6           |  |  |                  |                          | 4                      | S Bolelli M González   | S Bolelli M González   | 6 | 6 |                    |                                |                                |                               |                               |    |   |        |        |        |        |        |  |
|  |                        | T Brkić N Ćaćić           | T Brkić N Ćaćić           | 67          | 3           |  |  | 4                | S Bolelli M González     | S Bolelli M González   | 6                      | 7                      |   |   |                    |                                |                                |                               |                               |    |   |        |        |        |        |        |  |
|  | R Arneodo B Paire      | R Arneodo B Paire         | R Arneodo B Paire         | 6           | 6           |  |  |                  | R Arneodo B Paire        | R Arneodo B Paire      | 2                      | 63                     |   |   |                    |                                |                                |                               |                               |    |   |        |        |        |        |        |  |
|  | N Monroe A Sitak       | N Monroe A Sitak          | N Monroe A Sitak          | 4           | 3           |  |  |                  |                          |                        |                        |                        |   |   | 4                  | Simone Bolelli Máximo González | Simone Bolelli Máximo González | 7                             | 6                             |    |   |        |        |        |        |        |  |
|  | F Delbonis J Munar     | F Delbonis J Munar        | F Delbonis J Munar        | 6           | 6           |  |  |                  |                          |                        |                        |                        |   |   |                    |                                |                                | Federico Delbonis Jaume Munar | Federico Delbonis Jaume Munar | 64 | 4 |        |        |        |        |        |  |
|  | J Sousa P Sousa        | J Sousa P Sousa           | J Sousa P Sousa           | 3           | 4           |  |  |                  | F Delbonis J Munar       | F Delbonis J Munar     | 7                      | 7                      |   |   |                    |                                |                                |                               |                               |    |   |        |        |        |        |        |  |
|  |                        | A Behar G Escobar         | A Behar G Escobar         | 3           | 4           |  |  | 3                | M Demoliner S González   | M Demoliner S González | 64                     | 64                     |   |   |                    |                                |                                |                               |                               |    |   |        |        |        |        |        |  |
|  | 3                      | M Demoliner S González    | M Demoliner S González    | 6           | 6           |  |  |                  |                          |                        |                        |                        |   |   | F Delbonis J Munar | F Delbonis J Munar             | F Delbonis J Munar             | 7                             | 6                             |    |   |        |        |        |        |        |  |
|  | O Marach LD Martínez   | O Marach LD Martínez      | O Marach LD Martínez      | 64          | 1           |  |  |                  |                          | A Göransson G Oliveira | A Göransson G Oliveira | A Göransson G Oliveira | 5 | 4 |                    |                                |                                |                               |                               |    |   |        |        |        |        |        |  |
|  | A Göransson G Oliveira | A Göransson G Oliveira    | A Göransson G Oliveira    | 7           | 6           |  |  |                  | A Göransson G Oliveira   | 6                      | 4                      | [10]                   |   |   |                    |                                |                                |                               |                               |    |   |        |        |        |        |        |  |
|  | WC                     | MT Barrios Vera A Tabilo  | MT Barrios Vera A Tabilo  | 6           | 6           |  |  | WC               | MT Barrios Vera A Tabilo | 4                      | 6                      | [7]                    |   |   |                    |                                |                                |                               |                               |    |   |        |        |        |        |        |  |
|  | 2                      | A Krajicek F Škugor       | A Krajicek F Škugor       | 3           | 4           |  |  |                  |                          |                        |                        |                        |   |   |                    |                                |                                |                               |                               |    |   |        |        |        |        |        |  |